# Дунклеостей
Дунклеосте́й (лат. Dunkleosteus) — вымерший род плакодерм из клады артродир, живших в девонском периоде 415—360 млн лет назад. Его представители относились к крупнейшим морским хищникам своего времени. Назван в честь американского палеонтолога Дэвида Данкла (англ. David Dunkle); окончание -osteus происходит от др.-греч. ὀστέον — кость. Ископаемые остатки обнаруживаются в Марокко, Бельгии, Польше и Северной Америке.
Точный размер дунклеостеев определить трудно: обычно от него сохраняются только окостенения головы, и окаменелостей, по которым была бы ясна полная длина тела, нет. Размер их головы превышал метр, а длина всего тела взрослых особей колебалась от 4,5 до 6 метров при массе по меньшей мере до 1 тонны. Некоторые источники указывают на то, что отдельные экземпляры могли быть несколько больше.

## Систематика
Род Dunkleosteus изначально был выделен из состава рода Dinichthys (это сделал в 1956 году Жан-Пьер Леман, фр. Jean Pierre Lehman). Типовой вид этого рода — Dunkleosteus terrelli — описал в 1873 году Джон Ньюберри под именем Dinichthys terrelli. Род Dunkleosteus долго включали в семейство Dinichthyidae, но в 2010 году его вместе с несколькими другими родами отнесли к семейству Dunkleosteidae. Описано не менее десятка видов этого рода.

## Описание

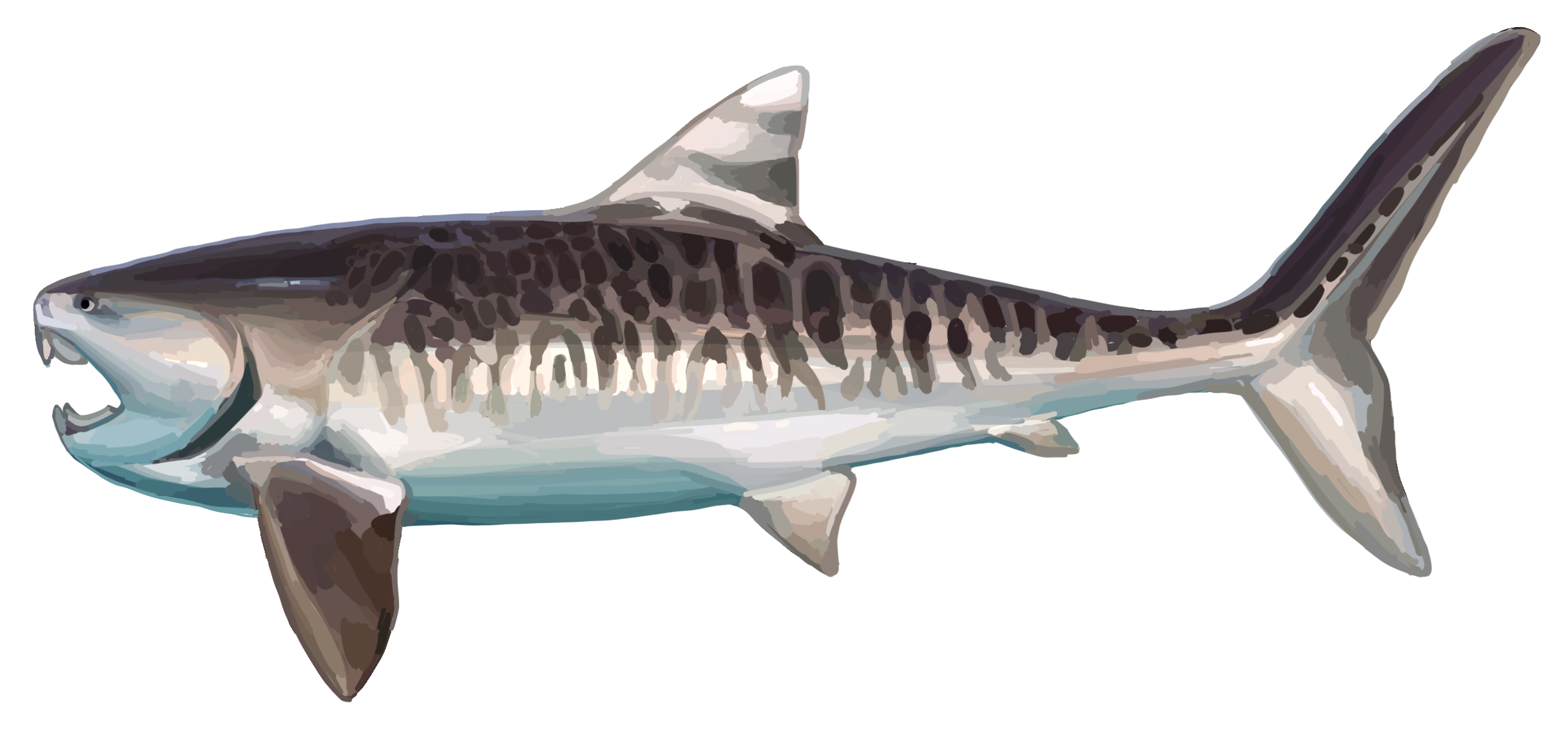
Dunkleosteus terrelli

Дунклеостеи имели достаточно развитые челюсти (хотя первые челюстные появились ещё в силуре). Вместо зубов у них были большие костные пластины для дробления панциря беспозвоночных или других плакодерм. При изучении в Чикагском университете биомеханической компьютерной модели челюстей дунклеостея определили, что они могли развивать давление в 5 МПа, а это сопоставимо с укусом миссисипского аллигатора. Более того, дунклеостеи открывали рот за 1/50 секунды, в результате чего поток воды просто засасывал в него жертву.
Ископаемые остатки дунклеостеев часто обнаруживаются рядом с пережёванными костями. Предполагается, что они, подобно остальным плакодермам, отрыгивали те кости, которые не могли переварить.